# U-Bahnhof Viktoria-Luise-Platz

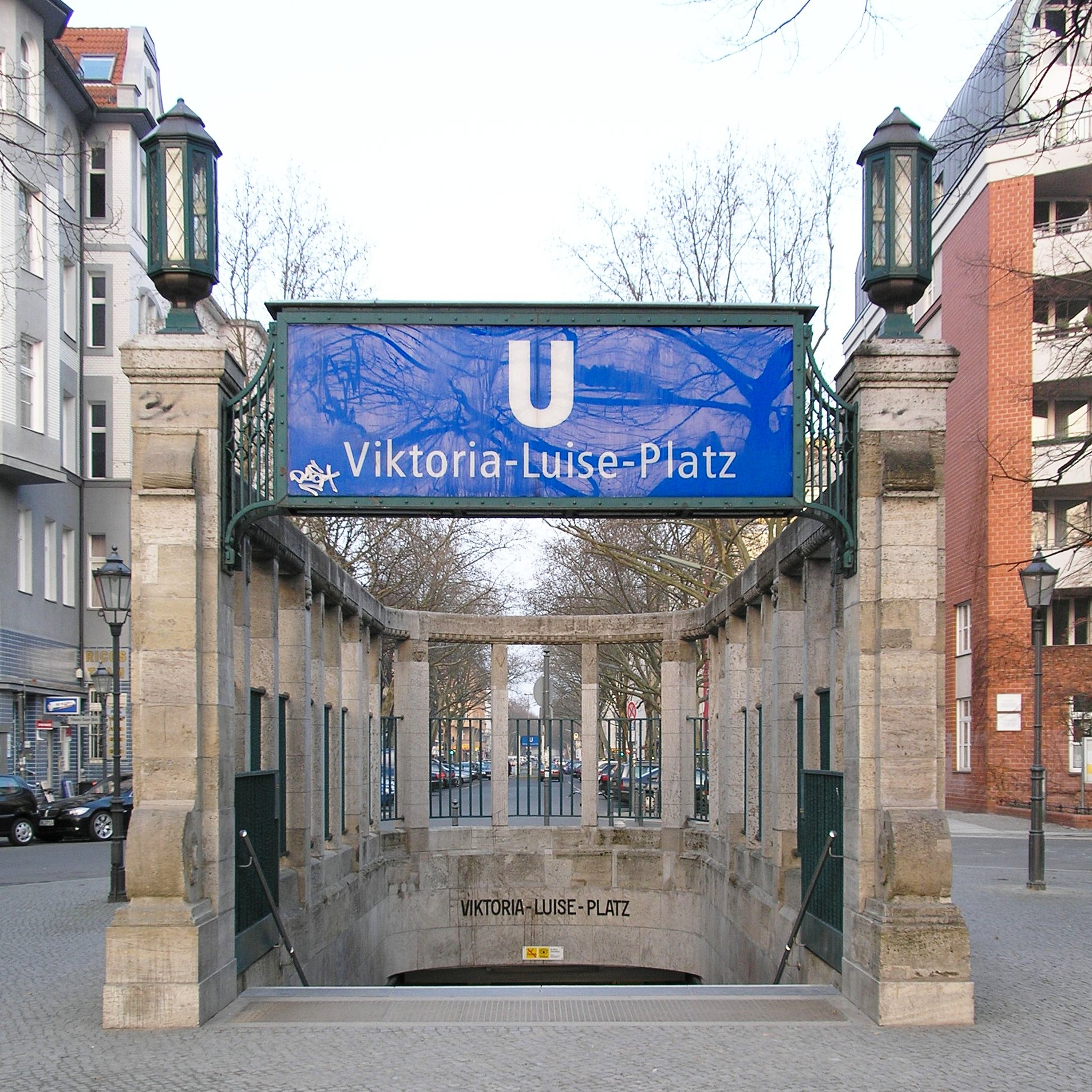
Südwestlicher Zugang am Viktoria-Luise-Platz in Form einer Pergola

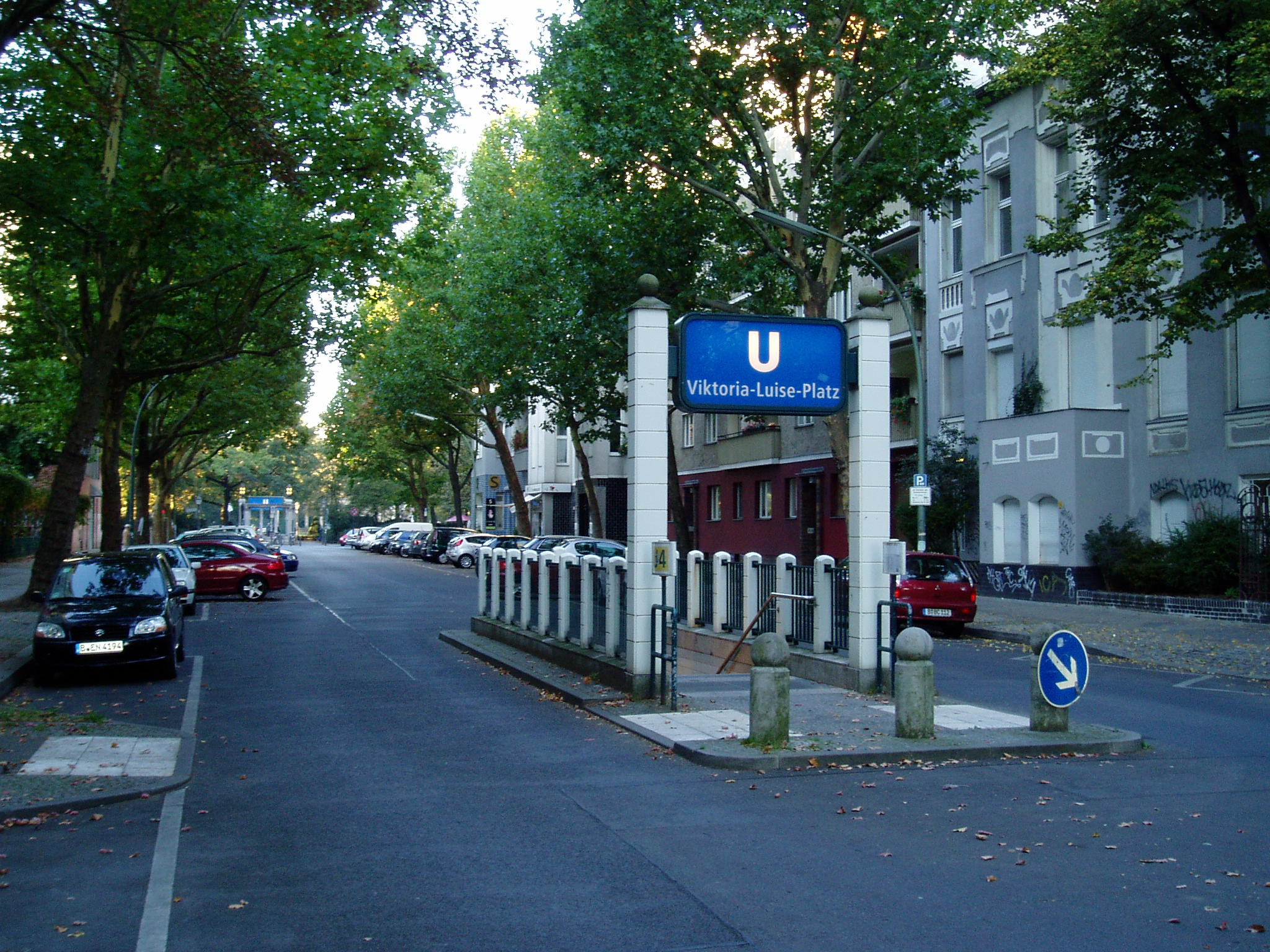
Nordöstlicher Zugang in der Motzstraße (Blick nach Südwesten)

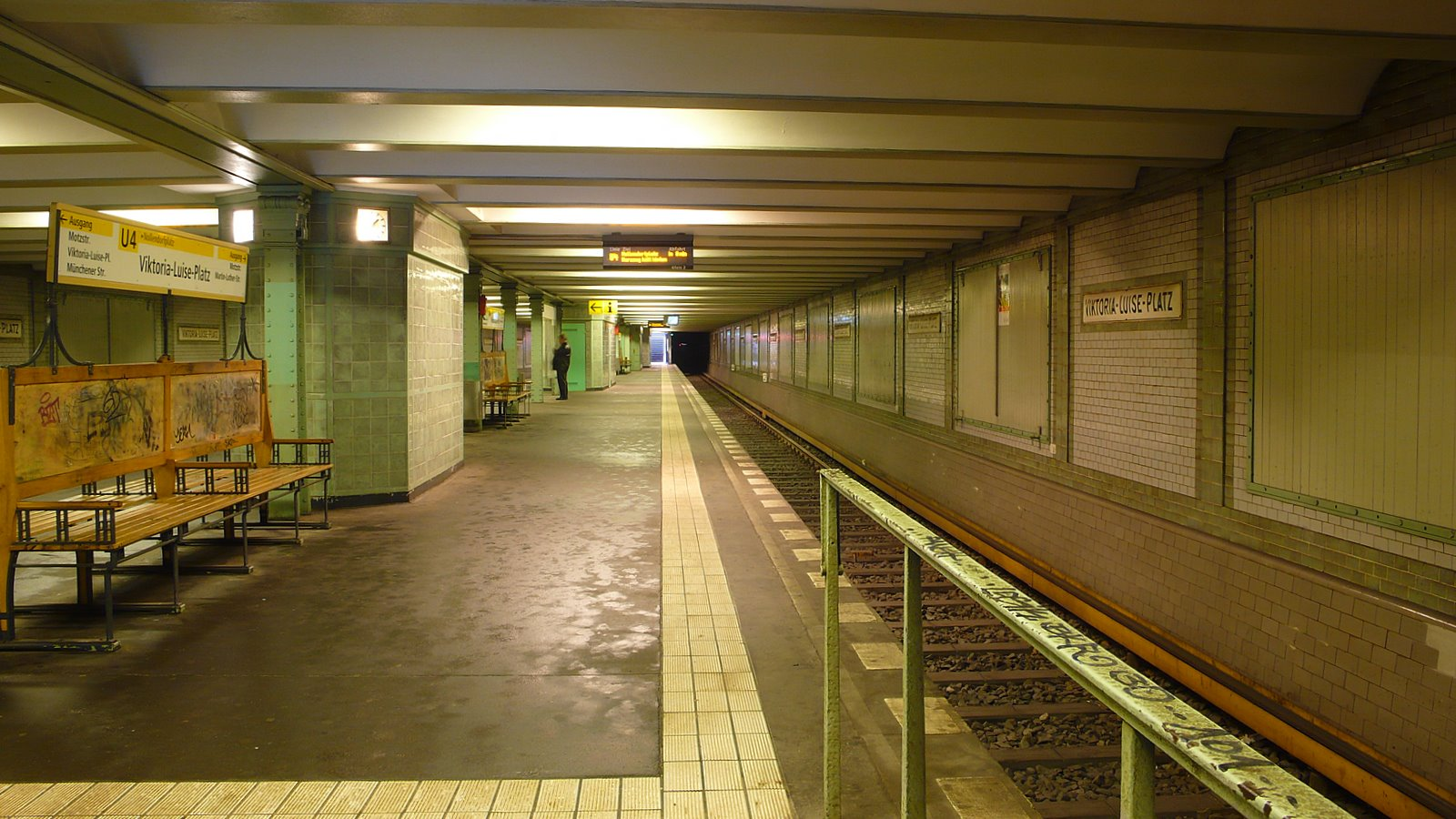
Bahnsteig in Richtung Nollendorfplatz

Der U-Bahnhof Viktoria-Luise-Platz ist ein Bahnhof der Linie U4 der Berliner U-Bahn. Er befindet sich unter dem gleichnamigen Platz beziehungsweise der den Platz kreuzenden Motzstraße im Berliner Bezirk Tempelhof-Schöneberg. Der U-Bahnhof wurde am 1. Dezember 1910 in Betrieb genommen. Er wird im Bahnhofsverzeichnis der BVG als V bezeichnet und ist jeweils 865 Meter vom U-Bahnhof Nollendorfplatz und vom U-Bahnhof Bayerischer Platz entfernt. Der Bahnsteig ist 8,1 Meter breit und 97,8 Meter lang, die Halle ist 2,6 Meter hoch und wird aufgrund seiner geringen Tiefe unterhalb der Straßendecke von 4,2 Metern als Unterpflasterbahnhof bezeichnet. Durch einen Aufzug ist der Bahnhof mittlerweile barrierefrei zugänglich.

## Geschichte
Am 7. September 1908 beschloss die damals noch selbstständige Stadt Schöneberg unter Bürgermeister Rudolph Wilde, die Siemens & Halske AG mit dem Bau einer Untergrundbahn nach Berliner Vorbild zwischen dem Nollendorfplatz und der Hauptstraße an der Berliner Ringbahn (dem heutigen Bahnhof Innsbrucker Platz) zu beauftragen. Nach zwei Jahren Bauzeit ging am 1. Dezember 1910 die 2,9 Kilometer lange Strecke mit insgesamt fünf Bahnhöfen in Betrieb, den die Hochbahngesellschaft, eine Tochter der Siemens & Halske AG, übernahm.
Unter dem Viktoria-Luise-Platz befand sich einer der fünf U-Bahnhöfe, der den Namen des Platzes erhielt. Die Stadt Schöneberg beauftragte den Architekten Ernst Denicke mit einer prunkvollen Ausgestaltung, da die sogenannte „Schöneberger Bahn“ hauptsächlich gebaut wurde, um betuchte Bürger für das neu entstehende Bayerische Viertel zu gewinnen. Denicke verwendete für den neuen Bahnhof mit dem ursprünglich 45 Meter langen Mittelbahnsteig hauptsächlich die Farben Grün und Grau und orientierte sich bei dem Entwurf des Bahnhofs an der zehn Jahre zuvor entstandenen sechseckigen Platzanlage. Ein nordöstlicher Zugang an der Geisbergstraße war zunächst geplant, wurde allerdings nicht verwirklicht. Der südwestliche Zugang an der Motzstraße erhielt eine halbovale Pergola hauptsächlich aus Muschelkalkstein, deren Ende jeweils durch eine Laterne gekrönt werden. Zwischen den beiden Pfeilern hängt das große, blaue Leuchttransparent mit dem Bahnhofsnamen.
Im Zweiten Weltkrieg zerstörten alliierte Bombenangriffe den Zugang, der nach dem Krieg vereinfacht wieder aufgebaut wurde. Ab dem 24. Juni 1945 pendelten die ersten Züge zwischen den U-Bahnhöfen Nollendorfplatz und Bayerischer Platz, erst ab dem 16. Dezember 1945 fuhren die Züge zur Hauptstraße wieder durch, wobei allerdings ein Umsteigen am Bayerischen Platz notwendig war.
Im Jahr 1995 war der einzige Zugang zum Bahnhof einsturzgefährdet, sodass die betreibende BVG diesen nach denkmalpflegerischen Gesichtspunkten vollkommen neu aufbauen ließ. Nach einem Unglück im U-Bahnhof Deutsche Oper am 8. Juli 2000 ließ die BVG alle Bahnhöfe mit nur einem Zugang mit einem weiteren ergänzen. Der Bahnhof Viktoria-Luise-Platz erhielt seinen schon seit dem Bau des Bahnhofs geplanten Zugang an der Geisbergstraße im Jahr 2003.
Seit dem 22. Januar 2020 ist der Bahnhof durch einen Aufzug barrierefrei zugänglich, die Baukosten beliefen sich auf rund 1,3 Millionen Euro.

## Anbindung
| Linie | Verlauf                                                                                             |
| ----- | --------------------------------------------------------------------------------------------------- |
|       | Nollendorfplatz – Viktoria-Luise-Platz – Bayerischer Platz – Rathaus Schöneberg – Innsbrucker Platz |

Am U-Bahnhof bestehen keine direkte Umsteigemöglichkeiten zu anderen Linien des Berliner Nahverkehrs. Die nächsten Bushaltestellen befinden sich wenige hundert Meter entfernt in der Martin-Luther-Straße sowie in der Hohenstaufenstraße.